# Tournoi d'Amérique du Nord, centrale et Caraïbe de football des moins de 17 ans 1999
 (septembre 2018).
Si vous disposez d'ouvrages ou d'articles de référence ou si vous connaissez des sites web de qualité traitant du thème abordé ici, merci de compléter l'article en donnant les références utiles à sa vérifiabilité et en les liant à la section « Notes et références ».
Navigation
Trinité-et-Tobago 1996 Honduras/USA 2001
Le Tournoi d'Amérique du Nord, centrale et Caraïbe de football des moins de 17 ans 1999 est la neuvième édition du Championnat d'Amérique du Nord, centrale et Caraïbe de football des moins de 17 ans, qui se déroule au Salvador et en Jamaïque, du 3 au 30 mars 1999.

## Groupe A

### Classement
| Rang | Équipe     | Pts | J | G | N | P | Bp | Bc | Diff |
| ---- | ---------- | --- | - | - | - | - | -- | -- | ---- |
| 1    | Jamaïque   | 7   | 3 | 2 | 1 | 0 | 3  | 0  | +3   |
| 2    | États-Unis | 5   | 3 | 1 | 2 | 0 | 5  | 2  | +3   |
| 3    | Costa Rica | 4   | 3 | 1 | 1 | 1 | 5  | 5  | 0    |
| 4    | Honduras   | 0   | 3 | 0 | 0 | 3 | 1  | 7  | -6   |

### Matchs
| 24-02-1999 | Costa Rica | 2 - 2 | États-Unis | Montego Bay |  |
|            |            |       |            |             |  |

| 24-02-1999 | Jamaïque | 1 - 0 | Honduras | Montego Bay |  |
|            |          |       |          |             |  |

| 26-02-1999 | Honduras | 0 - 3 | États-Unis | Montego Bay |  |
|            |          |       |            |             |  |

| 26-02-1999 | Jamaïque | 2 - 0 | Costa Rica | Montego Bay |  |
|            |          |       |            |             |  |

| 28-02-1999 | Costa Rica | 3 - 1 | Honduras | Montego Bay |  |
|            |            |       |          |             |  |

| 28-02-1999 | Jamaïque | 0 - 0 | États-Unis | Montego Bay |  |
|            |          |       |            |             |  |

## Groupe B

### Classement
| Rang | Équipe            | Pts | J | G | N | P | Bp | Bc | Diff |
| ---- | ----------------- | --- | - | - | - | - | -- | -- | ---- |
| 1    | Mexique           | 9   | 3 | 3 | 0 | 0 | 13 | 2  | +11  |
| 2    | Salvador          | 6   | 3 | 2 | 0 | 1 | 8  | 4  | +4   |
| 3    | Canada            | 3   | 3 | 1 | 0 | 2 | 6  | 6  | 0    |
| 4    | Trinité-et-Tobago | 0   | 3 | 0 | 0 | 3 | 3  | 18 | -15  |

### Matchs
| 10-02-1999 | Salvador | 6 - 1 | Trinité-et-Tobago | San Salvador |  |
|            |          |       |                   |              |  |

| 10-02-1999 | Canada | 0 - 4 | Mexique | San Salvador |  |
|            |        |       |         |              |  |

| 12-02-1999 | Mexique | 6 - 2 | Trinité-et-Tobago | San Salvador |  |
|            |         |       |                   |              |  |

| 12-02-1999 | Salvador | 2 - 0 | Canada | San Salvador |  |
|            |          |       |        |              |  |

| 14-02-1999 | Canada | 6 - 0 | Trinité-et-Tobago | San Salvador |  |
|            |        |       |                   |              |  |

| 14-02-1999 | Salvador | 0 - 3 | Mexique | San Salvador |  |
|            |          |       |         |              |  |

## Barrages
| 09-05-1999 | Salvador | 1 - 6 | États-Unis | San Salvador |  |
|            |          |       |            |              |  |

| 22-05-1999 | États-Unis | 4 - 0 | Salvador | Columbus |  |
|            |            |       |          |          |  |

## Les qualifiés pour la Coupe du monde
Il s'agit des trois pays qualifiés de la zone CONCACAF pour la Coupe du monde de football des moins de 17 ans 1999, en Nouvelle-Zélande : 
- États-Unis
- Jamaïque
- Mexique